# Westport (New York)
Westport è un comune degli Stati Uniti d'America, situato nello stato di New York, nella contea di Essex. Westport si trova sul lago Champlain è vicina all'alto paese di Adirondack e alle Green Mountains del Vermont. Questa impostazione regionale fa parte di un vasto sistema paesaggistico che si estende lungo un asse nord-sud da Montreal ad Albany, costituito dalle 136 miglia del lago Champlain e della valle del lago, la Northway Interstate I-87 e la linea ferroviaria Amtrak.
Il centro di Westport, New York, si trova a sole quattro miglia a est dell'uscita 31 di Westport. Westport è accessibile anche tramite il Crown Point Bridge e l'Essex-Charlotte Ferry, entrambi a dodici miglia dal centro della città. I bordi di questa lunga valle sono formati dalle due catene montuose. La città di Westport New York è uno dei nodi di insediamento lungo questo paesaggio e si trova dove il litorale Champlain a Northwest Bay, Northway e la stazione Amtrak convergono a meno di cinque miglia l'una dall'altra.
Westport, è accessibile in auto o in barca, in quanto si trova sul lago Champlain